# ミケル・ランダ
ミケル・ランダ（Mikel Landa、1989年12月13日 - ）は、スペイン、バスク州・アラバ県ムルギア出身の自転車競技（ロードレース）選手。

## 経歴
2010年、オルベア＝オルカ・SDAにてプロキャリアスタート。
2011年、エウスカステル・エウスカディへ移籍。同年、ブエルタ・ア・ブルゴスにてプロ初勝利。
2013年、チームの解散に伴い移籍を余儀なくされる。
2014年、アスタナ・プロチームへ移籍。
2015年、バスク一周にてワールドツアー初勝利を飾る。ジロ・デ・イタリアにてファビオ・アルのアシストとして出場し、失速するアルとは対照的に好調な走りを見せステージ2連勝を挙げる。グランツール初勝利となり、総合成績も3位とグランツールライダーとしての能力を見せた。続くブエルタ・ア・エスパーニャでも、アシストの傍らクイーンステージで勝利を挙げ、続くアルが2位のワンツーフィニッシュとなった。
この年の活躍が評価され、翌年移籍先となるチームスカイではエースの一人として走る事となった。
2016年、チームスカイへ移籍。ジロでは体調不良を理由にリタイア。
2017年、ゲラント・トーマスとのダブルエース体制で再びジロに挑戦。第9ステージの落車で大ダメージを負うも終盤に調子を上げピアンカヴァッロの頂上ゴール(第18ステージ)を制し、山岳賞を獲得。
ツールではクリス・フルームのアシストをしつつ総合4位。３位との差はたったの1秒だった。ツール後もクラシカ・サンセバスティアンでチームメイトの優勝を助け、ブエルタ・ア・ブルゴスで総合優勝を果たすなど、好調な走りを維持する。
この年のツール中、かつて所属していたエウスカディ財団が財政的困難に陥っていることを知り、支援を決意。その後プレジデントに就任、エウスカディ財団が2018年はコンチネンタルチームとして続行していくことを発表した。
2018年シーズンから2年契約でモビスター・チームへ移籍。
2019年8月5日、バーレーン・メリダ（2020年から「バーレーン・マクラーレン」にチーム名変更）は、ランダと2020年からの契約を締結したと発表した。

## 主な戦績

### 2011年
- ブエルタ・ア・ブルゴス 区間優勝(第5ステージ)

### 2014年
- ジロ・デル・トレンティーノ 区間優勝（第4ステージ）

### 2015年
- バスク一周 区間優勝（第5ステージ）
- ジロ・デ・イタリア 総合3位(第15,16ステージ優勝)
- ブエルタ・ア・ブルゴス 区間優勝(第1ステージ(TTT))
- ブエルタ・ア・エスパーニャ 区間優勝(第11ステージ)

### 2016年
- バスク一周 区間優勝（第2ステージ）
- ジロ・デル・トレンティーノ 総合優勝、山岳賞、区間優勝(第2ステージ)

### 2017年
- ジロ・デ・イタリア 山岳賞、区間優勝(第19ステージ)
- ブエルタ・ア・ブルゴス  総合優勝、区間優勝（第1,3ステージ）
- ツール・ド・フランス 総合4位

### 2018年
- ティレーノ〜アドリアティコ　区間優勝（第4ステージ）
- イツリア・バスク・カントリー　総合2位

### 2019年
- セッティマーナ・インテルナツィオナーレ・ディ・コッピ・エ・バルタリ　区間優勝（第2ステージ）
- ジロ・デ・イタリア　総合4位

### 2020年
- ブエルタ・ア・ブルゴス  ポイント賞

### 2021年
- ブエルタ・ア・ブルゴス  総合優勝

### 2022年
- ジロ・デ・イタリア 総合3位
- イル・ロンバルディア 3位